# Vacuum State of the Art Conference
Vacuum State of the Art Conference (VSAC) är en återkommande amerikansk konferens för elektronrörsbaserad ljudutrustning, såsom rörförstärkare. Den första VSAC-konferensen arrangerades 1997 av tidningen Vacuum.